# 免觸碰智能卡

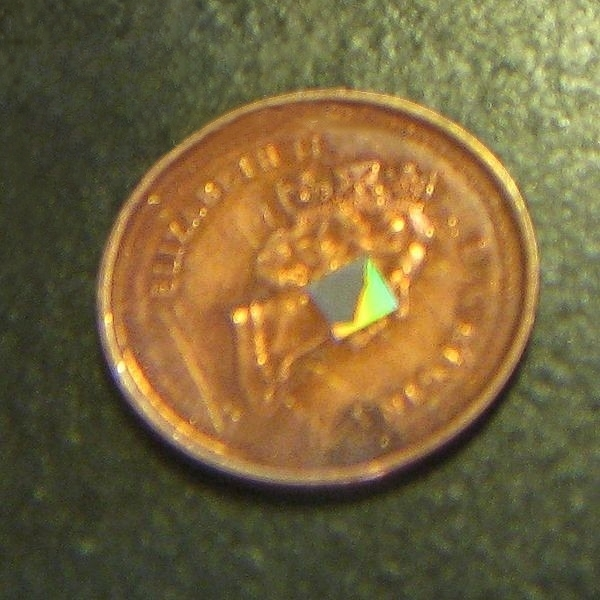
一塊晶片與加拿大便士硬幣的大小

免觸碰智能卡是一種與信用卡大小相同並使用13.56 MHz 無線信號的智能卡，當中的嵌入式集成電路能夠存儲和傳送數據，並能夠通過無線電波的終端進行通訊。它們共分成兩大類。記憶卡包含非易失性的記憶存儲部分以及可能有特別特定的保安編碼。免觸碰智能卡包含唯讀式RFID和CSN（卡序列號）或UID，能夠透過無線電波轉換並重寫智能卡上面的晶片。

## 概覽
免接觸式智能卡的特點如下：
- 尺寸一般為信用卡的大小。它們採用ISO/IEC 7810 標準，ID-1；大小為 85.60 × 53.98 × 0.76 mm (3.370 × 2.125 × 0.030 in).[1]
- 包含保安系統例如防篡改措施（例如安全加密處理器 、安全文件系統, 容易辨認的特徵)以及 提供安全服務 (例如在儲存裝置中的加密性)。
- 財產由中央管理系統或應用程式管理，它會相換卡的信息和接收或進行管理。後者包括卡應用程式和數據的更新。
- 透過使用卡讀寫器把卡數據使用無線電波傳送至中央管理系統，例如自動櫃員機、門禁控制、考勤記錄以及查詢汽車位置。

## 优點
免接觸式智能卡可以用於識別，認證和儲存數據。它們亦提供一個更有彈性和安全的商業交易方式，同時能夠減少人為介入而導致的失誤。

## 通訊協定
| 名稱          | 說明                 |
| ------------- | -------------------- |
| ISO/IEC 14443 | APDU ISO/IEC 14443-4 |

## 應用

### 交通
自從韓國在1996年6月開始使用UPass之後，不少城市開始推出並使用免觸碰智能卡，就如自動售票機系統。

在不少例子當中這些智能卡能夠儲存在電子錢包中，並能夠在支付小額交易時使用.

### 免觸碰銀行卡
由2005年開始，免觸碰技術獲信用卡和扣賬卡廣泛採用，主要例子如下:
- ExpressPay – 美國運通 （American Express）
- PayPass – 萬事達卡（MasterCard）
- Zip – 發現卡（Discover）
- payWave – Visa

2005年首次在美國推出，隨後在2006年在部份歐洲和亞洲地區（新加坡）推出。在美國免觸碰（沒有PIN）式交易範圍為5至100美元。
一般有兩種類型的非接觸式銀行卡：磁條數據卡（MSD）和非接觸式的EMV。

## 資料來源
1. ↑  .   [2016-08-05]. （原始内容存档于2004-12-28）.
2. ↑  . Cambridge University Press. 2007.
3. ↑  .   [2016-08-05]. （原始内容存档于2016-10-14）.
4. ↑  .   [2022-01-27]. （原始内容存档于2024-06-06）.
5. ↑  . contactless credit card payment.   [2016-08-05]. （原始内容存档于2011-06-28）.